# Pangasius mekongensis
Pangasius mekongensis és una espècie de peix de la família dels pangàsids i de l'ordre dels siluriformes.

## Distribució geogràfica
Es troba a Àsia: riu Mekong (Vietnam).